# Lidské sexuální chování

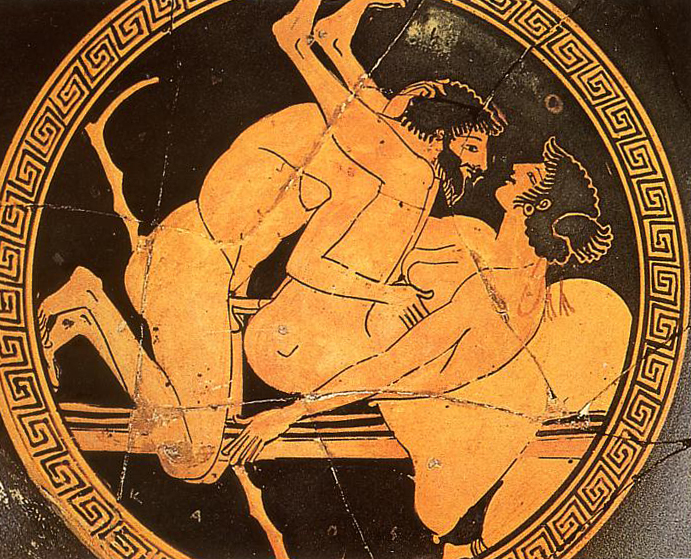
Milostná scéna (antická keramika z doby kolem roku 470 př. n. l., Národní muzeum Tarquinia)

Lidské sexuální chování zahrnuje projevy sexuality, při kterých se obvykle uplatňuje a stupňuje pohlavní vzrušení. Jde tedy v první řadě o pohlavní styk včetně jeho předehry a dohry, o sex bez penetrace a o masturbaci. Studiem lidského sexuálního či pohlavního chování se zabývá sexuologie.
Sexuální chování u člověka je vymezeno kategoriemi pohlaví, sexuální identifikace a sexuální orientace. V souvislosti s variantami sexuální orientace se hovoří o heterosexuálním chování, homosexuálním chování, případně bisexuálním chování. Sexuální chování nemusí být vždy v souladu se sexuální orientací a identifikací (např. ve vězeních, církevních řádech či armádě někdy dochází k náhražkovému sexuálnímu chování při nemožnosti kontaktu s upřednostňovaným sexuálním objektem).
Absence či omezení sexuálního chování, zejména soulože, se obvykle označuje jako sexuální abstinence.

## Normalita sexuálního chování
Normy pro sexuální chování se mění v průběhu historie, pod vlivem kultury či politického uspořádání společnosti. Vytvářejí se normy mravní i právní. Statisticky lze za normální považovat chování s největším výskytem. Z biologického hlediska se za normální může považovat takové sexuální chování, kterým bude dosažen biologický účel – reprodukce. Kulturní normou je takové chování, které je v dané společnosti a době obvyklé a společensky akceptované. Každý člověk pak má svoji vlastní subjektivní normu (co považuje za normální) či normu ideální (představu o optimálním stavu).
Sexualita je důležitou potřebou člověka a prožívají ji ženy i muži nezávisle na věku či případném postižení. Má velký význam v rozvoji osobnosti člověka. Pokud nejsou sexuální a erotické potřeby jedince uspokojeny v rámci standardního sexuálního vztahu (nejtradičněji manželství), může tento jedinec za účelem jejich uspokojení vyhledávat například pornografické materiály, uspokojovat sama sebe či vyhledávat sex za úplatu (prostituce), který je ale tradičně vnímán jako morálně pokleslý a v mnoha zemích trestán jako trestný čin kuplířství. V některých zemích je jako morálně přijatelný vnímán sex za úplatu tehdy, je-li poskytován osobám, které nemají možnost sami tuto potřebu aktivně uspokojit (sexuální asistence, např. zdravotně postižení lidé, staří lidé, apod.).

## Deviantní sexuální chování
Deviantní sexuální chování souvisí s vymezením sexuální deviace. Deviacemi v aktivitě jsou např. sadismus a masochismus, exhibicionismus, frotérství, voyeurství. Deviacemi v objektu jsou pedofilie, gerontofilie, fetišismus, nekrofilie, pyromanie atp.

## Rizikové sexuální chování
O rizikovém sexuálním chování se obvykle hovoří v souvislosti s šířením pohlavně přenosných (tělesných) nemocí. Někdy je však dáváno do souvislosti i s nemocemi duševními, a to zejména sexuální násilí a zneužívání. To je ovšem třeba rozlišovat od násilí souhlasného, např. BDSM.
Naopak bezpečné či bezpečnější sexuální chování souvisí obvykle s používáním kondomů či poševních pesarů, sexuální abstinencí, monogamií atd.